# Watanabeopetalia
Watanabeopetalia – rodzaj ważek z rodziny Chlorogomphidae.

## Podział systematyczny
Do rodzaju należą następujące gatunki:
- Watanabeopetalia atkinsoni (Selys, 1878)
- Watanabeopetalia ojisan Karube, 2013
- Watanabeopetalia uenoi (Asahina, 1995)
- Watanabeopetalia usignata (Chao, 1999)